# American Life
American Life je deváté studiové album americké zpěvačky Madonny.

## Seznam skladeb
| Pořadí | Název             | Hudba                         | Text                                  | Délka |
| ------ | ----------------- | ----------------------------- | ------------------------------------- | ----- |
| 1.     | American Life     | Madonna, Ahmadzaï             | Madonna, Mirwais Ahmadzaï             | 4:58  |
| 2.     | Hollywood         | Madonna, Ahmadzaï             | Madonna, Ahmadzaï                     | 4:24  |
| 3.     | I’m So Stupid     | Madonna, Ahmadzaï, Mark Stent | Madonna, Ahmadzaï                     | 4:09  |
| 4.     | Love Profusion    | Madonna, Ahmadzaï             | Madonna, Ahmadzaï                     | 3:38  |
| 5.     | Nobody Knows Me   | Madonna, Ahmadzaï             | Madonna, Ahmadzaï                     | 4:39  |
| 6.     | Nothing Fails     | Madonna, Ahmadzaï, Stent      | Madonna, Guy Sigsworth, Jem Griffiths | 4:49  |
| 7.     | Intervention      | Madonna, Ahmadzaï             | Madonna, Ahmadzaï                     | 4:54  |
| 8.     | X-Static Process  | Madonna, Ahmadzaï             | Madonna, Stuart Price                 | 3:50  |
| 9.     | Mother and Father | Madonna, Ahmadzaï             | Madonna, Ahmadzaï                     | 4:33  |
| 10.    | Die Another Day   | Madonna, Ahmadzaï             | Madonna, Ahmadzaï                     | 4:38  |
| 11.    | Easy Ride         | Madonna, Ahmadzaï             | Madonna, Monte Pittman                | 5:05  |